# Svenska Akademiens pris för översättning av svensk litteratur
Svenska Akademiens pris för översättning av svensk litteratur utdelas för att ”belöna förtjänta översättare av svensk litteratur” till andra språk. Det delades för första gången ut år 2017 med 100 000 kronor per mottagare.
Sedan 1953 finns även Svenska Akademiens översättarpris, som belönar översättare av utländsk litteratur till svenska språket.

## Pristagare
- 2017 – Anne Marie Bjerg (till danska), Nina Fedorova (till ryska) och Leonard Neuger (till polska)[1]
- 2018 – Firat Ceweri (till kurdiska), Per Qvale (till norska), Linda Schenck (till engelska) och Rizgar Shekani Osman (till kurdiska)
- 2019 – Béla Jávorszky (till ungerska), László Kúnos (till ungerska), Verena Reichel (till tyska) och Caj Westerberg (till finska)[2]